# Luca Santella
Luca Santella (Carrara, 8 aprile 1963) è un velista italiano.
Ha fatto parte della nazionale italiana di vela dal 1978 al 1994. Ha partecipato alle Olimpiadi di Seul (1988) e alle Olimpiadi di Barcellona (1992). Ha vinto 10 titoli italiani in varie classi, 470, Tornado, Soling, Flying Dutchman e J/24, tre campionati europei nel Melges 24, Flying Dutchman e J24 . Tre volte è salito sul podio al campionato del mondo nel Tornado e Melges 24.
Laureato in architettura a Firenze col massimo dei voti e lode, dal 2004 ha creato il cantiere navale Bluegame che costruisce imbarcazioni a motore walkaround dai 40 ai 60 piedi.